# Christine Fausel
Christine Fausel (* 30. November 1925 in Wilhelmsdorf; † 31. Oktober 2024) war eine deutsche Künstlerin. Sie war Unternehmerin in der Textilindustrie.

## Leben
Christine Fausel wuchs im württembergischen Wilhelmsdorf als Kind einer Unternehmerfamilie auf. Ihr Vater begann in ihrem Geburtsjahr mit der Fabrikation von Herren-Konfektionskleidung, ihre Mutter stammte aus Barmen. Nach der Schule und den ersten Oberschuljahren besuchte sie das Gymnasium in Friedrichshafen und legte dort 1944 das Abitur ab.
1945 begann sie ein Studium an der Staatlichen Kunstakademie Düsseldorf, zu ihren Lehrern zählten Wilhelm Schmurr und Otto Coester. Im Studentenkreis wurden die künstlerischen Arbeiten von Edvard Munch, Käthe Kollwitz, Georges Rouault und Hercules Seghers bewundert. 1950 bestand Fausel das Staatsexamen und wechselte zur Universität Tübingen, um dort 1952 die Lehrbefähigung als Kunsterzieherin mit Nebenfach Geographie zu erhalten.
Nach dem Tod ihres Bruders, der ursprünglich die Nachfolge des Vaters antreten sollte, übernahm sie 1952 die Leitung der Konfektionsfirma Geschwister Fausel und führte diese bis 1976. Von 1965 bis 1969 war sie die Vizepräsidentin des International Fashion Council für den Bereich der Herrenkleidung. Nach dem Konkurs der Firma arbeitete Fausel von 1978 bis 1989 als Kunstpädagogin an Ravensburger Schulen und mit geistig Behinderten in Wilhelmsdorf. Ab 1989 war sie als freischaffende Malerin und Grafikerin tätig.
Von 1947 bis 1990 führte Fausel eine Lebensgemeinschaft mit Otto Coester. Sie lebte und arbeitete in Wilhelmsdorf.

## Werk
Während des Studiums an der Düsseldorfer Akademie konzentrierte sie sich auf das Thema Landschaft, die Motive fand sie am Niederrhein und auf der Insel Sylt. Nach dem Studium wurde die Landschaft ihr zentrales Motiv, viele Bilder gaben Ausschnitte von natürlichen Strukturen, die Geländeformen und die Vegetation nördlich des Bodensees wieder.
Von 1952 bis 1957 reiste sie mit Otto Coester in die Provence, die Auvergne, auch im Burgund und im französischen Jura fanden sich Reiseziele. Fausel begann ihre Landschaftsstudien mit Aquarellfarben, ging Mitte der 50er Jahre zu Wachsfarben über, später zur Ölmalerei. Auffällig sind der Verzicht auf räumliche Tiefe und die Beschränkung auf enge Geländeausschnitte mit hochliegendem Horizont.
Von 1958 bis 1975 bereiste sie die Toskana, Umbrien und Cinque Terre. Differenziert abgestufte Farbtöne, die Loslösung von der klassischen Perspektive, die Bindung der Landschaft an die Bildfläche und das selbstständige Gefüge aus Formen und Farben kennzeichnen in dieser Periode ihre Bilder.
Nach 1976 bekamen ihre Bilder durch energische Pinselzüge und kürzere Striche eine raumhaltige und kontrastreiche Struktur. Formkomplexe in den Bildern weisen stärker auf Figürliches oder Stillleben hin, nicht mehr wie früher nur auf Landschaft. Bei ihr wirkt das konkrete Motiv im allgemeinen Aufbau, in einzelnen Formabläufen und im Farbverlauf.
Ab Ende der 80er Jahre reduzierte Fausel weiter den Realitätsgehalt der Bilder. Es folgten Reisen nach Lappland, Japan und Hawaii. Mit Pinsel- und Spachtelstrichen überdeckte sie die Formen, durch Linienzeichnungen lockerte sie ihre Bilder auf. In ihren letzten Arbeiten werden menschliche Figuren schemenhaft sichtbar, das Experimentieren mit unterschiedlichen Materialien wurde für Fausel wichtiger als früher.
Kunsthistorisch wird ihr Werk dem Spätexpressionismus, der Gestischen Abstraktion oder der Lyrischen Abstraktion zugeordnet, ihr Frühwerk den späten Bildern von Paul Cézanne. Das Spätwerk von Christine Fausel weist durch Materialität, Reliefartigkeit und Oberflächenbehandlung Parallelen zu Antoni Tàpies auf.

## Ausstellungen (Auswahl)
- 1986: Städtische Galerie Fähre, Bad Saulgau (erste umfassende Auswahl)
- 1992: „Christine Fausel. Malerei 1958–1991.“ Gremium für Kultur im Palais, Rastede; Kunstverein Schwelm, Städtische Galerie Fähre, Bad Saulgau
- 2019: „Kunst und Freundschaft.“ Gemeinsame Ausstellung mit Ameli Herzogin von Oldenburg, Artechino – Art Gallery 64, Birkenfeld
- 2020: „Abbild und Ahnung. Außen und Innen.“ Ausstellung mit P. Ariane Ehinger, Städtische Galerie Fähre, Altes Kloster Bad Saulgau[9]
- 2021: „Kunst und Freundschaft.“ Gemeinsame Sonderausstellung mit Ameli Herzogin von Oldenburg, Schloss Eutin[10]
- 2022: „Kunst und Freundschaft.“ Gemeinsame Ausstellung mit Ameli Herzogin von Oldenburg, Kulturbahnhof Cloppenburg[11]
- 2023: „Neue Arbeiten auf Leinwand und Papier,“ Galerie Überlingen